# ファミコン名人
ファミコン名人（ファミコンめいじん）は、主にファミリーコンピュータ（ファミコン）全盛期の1980年代にファミコン用ゲームを実演した、ゲーム開発会社の広報担当者らの総称。広義のプロゲーマーに含まれるため、eスポーツが確立された2010年代以降、“元祖プロゲーマー”と呼ばれることもある。

## 概要
ファミコン全盛期には多くの名人達が登場した。
高橋名人と毛利名人は、1985年に開催されたハドソンのキャラバンで、高橋が南キャラバン、毛利が北キャラバンの隊長を務め、その際に名人と紹介されたことで全国に名が知られるようになった。1986年にはこの2人の対決を描いた『GAME KING 高橋名人VS毛利名人 激突!大決戦』という映画も作られ、子どもたちに大きな熱狂を巻き起こした。
また、両名人の人気にあやかり、バンダイの橋本名人、ナムコの河野名人、テクモの辻名人他、各社から名人が雨後の竹の子のように現われ、『ファミっ子大作戦』『ファミっ子大集合』といったTV番組に毎週登場してゲームの紹介と実演を行い人気を博した。
多くの場合は「ゲームが特別に上手な人」という訳ではなく、各社の営業担当者である。そのため、中には広報活動が主でゲームプレイの腕は「名人」に相応しくない者もおり、「元々ゲームは得意ではないが、会社の命令で無理矢理やらされていた」と語る者もいる。
名人は当時のファミコン少年のあこがれの的で、高橋名人は『月刊コロコロコミック』に、橋本名人は『コミックボンボン』に度々登場していたため知名度も高かった。
ファミコンブームの衰退と共に、名人の人気も衰えていった。

## 各名人

### 高橋名人
当時、ハドソンの広報。本名：高橋利幸。16連射で著名。名人の中でも人気は頭抜けていたが、PCエンジンの営業に回されたことで、急速にファミコン名人としての活動は途絶えた。ハドソン退社後は、ゲッチャ・コミュニケーションズからMAGES.を経て、ドキドキグルーヴワークス社長に就任。

### 毛利名人
当時、高橋名人の好敵手として活躍。本名：毛利公信。ハドソンと袂を分かった後は、『ファミ通』（アスキー→エンターブレイン）の編集者を経てフリーランス。

### 橋本名人
当時、バンダイの名人。本名：橋本真司。退社後はスクウェア・エニックスで働き、スクウェア・エニックス・ホールディングス専務執行役員を経て2022年に定年退職。

### 辻名人
当時、テクモの名人。本名：辻良尚。退社後は、UBIソフトの広報として活動。

### 河野名人
当時、ナムコの名人。本名：河野光。昭和34年生まれ、鹿児島出身。ピンボール好きが嵩じて16歳の時、母の勤めていた山形屋というデパートのゲームセンターでアルバイトを始めるが、そこはナムコの前身である中村製作所が経営していた。その縁で昭和53年に入社。趣味はスポーツ、パソコンなど。1990年3月にナムコを退社した後はアイマックスで活動し、ソフトの販売促進や開発の管理などを担当。『マイコンBASICマガジン』で「河野光のアイマックス情報局」などを連載した。

### 服部名人
当時、タイトーの名人。2019/9/18配信のメガドライブミニ発売イベントにて、株式会社セガゲームス宮崎浩幸氏より、同社に在籍している事が明かされた。 2023/11/10公開の株式会社エコールソフトウェアプロデューサー兼代表取締役真鍋賢行の文芸作品ニンクリ物語では、創作の体裁で服部がタイトーの後サミーへ転職し、その後セガによる買収時によりセガに転籍となり、エコールを担当していた旨や、デスクリムゾンがセガの品質管理を通ったのも服部の力であると真鍋が思っている旨が記述されている。

### 尾花名人
当時、コナミの名人。

### 菊地名人
当時、ジャレコの名人。本名：菊地博人。退社後もゲーム関係の宣伝広報として活動。

### 中本名人
当時、データイーストの名人。同社の三代目博士ドクター中本として活動した。本名：中本博通。同社では企画室係長として、バンダイの神谷名人とともに『大怪獣デブラス』のプロデュースも務めた。
子供の頃から電気工作、多重録音など音楽制作を趣味としており、『闘人魔境伝 ヘラクレスの栄光』は中本がほとんどを作曲しているほか、「B-WINGS」「バギーポッパー」「ホームランナイター」などのファミコン用ソフトでサウンドを手掛けた。
元々ハードウェアの設計を仕事としており、それもあってアーケードゲームの基板から家庭用機まで業界有数の収集家である。中途半端が嫌いで、興味を持った対象はすべて極めなければ気がすまない性分といい、バイク、ゴルフ、スキューバダイビングとアウトドアのスポーツも精力的にこなす。当人は、「ゲームもあくまで趣味の一部だということですね。趣味の世界は持つべきだけど、それに埋没しちゃいけない。週末に遊ぶ感覚でゲームもする、そういうのが理想ですね」と語っている。
後にサミーネットワークス勤務。

### 菅野名人
当時、カルチャーブレーンの名人。本名：菅野英見。福島出身、明治大学卒。
もっとも、カルチャーブレーンの広報は阿迦手観屋夢之助の右腕である遠藤一夫が主体だったので、ファミっ子大集合などへの出演はあるものの、活動は目立たなかった。

### 川田名人
高橋塾第1期生から誕生した名人。キャラバンの当時はハドソン技術本部第三技術部所属。後に『ボンバーマンビーダマン』、『ドレミファンタジー ～ミロンのドキドキ大冒険～』などの開発に携わる。『桃太郎電鉄11』以降、開発チーム「Team Kawada」のリーダーとして『桃太郎電鉄シリーズ』の制作指揮を担当する。
高橋名人#関係する人物も参照。

### 桜田名人
本名：桜田一郎。高橋塾第1期生から誕生した名人。メダルゲームのマニアで専門サイトを運営したこともあるほど。ハドソン入社も、スーパーマリオブラザーズを最後まで目の前でクリアするという試験をこなした腕利きのゲーマーであった。毛利名人との契約が更新されなかったことで、川田名人と桜田名人が代わりに名人に採用されたが、後に開発部署に戻ったことで活動は終了した。

### 島田名人
桜田名人が開発部署に戻ったことで、後任として入れ替わりに名人に採用された。TDK夏休み全国ツインファミコン大会　HECTOR'87 ザ・グレートキャラバンでは北キャラバンを担当している。

### 神谷名人
当時、バンダイの名人。本名、神谷春輝。橋本名人の副存在的な立場で活動した。元々は開発畑で外注管理などをしていた。中本博通との協力で大怪獣デブラスもプロデュース。更に独立起業し、メタルマックスの制作も行った。『SDガンダムワールド ガチャポン戦士2』の攻略本で表紙に登場している。
Volare-Vox（ボラーレボックス）に所属し、ゲームからBtoB開発まで手広く行っている。

### ファミコン4超人
ミスターX（慶応）、プロフェッサー来宮（東大）、テクノロジー木村（早稲田）、クッパ河島（明治）という4人の大学生（既に卒業してる者もいた）により結成され、主として『ヤングジャンプ』で活躍した。この内、ミスターXは後に「ゲーム虎の穴」の総帥となり、『GTV』などに出演している。

### インドマン
ターバンにサングラスという格好でカレーを食べながらゲームを実演するなど、奇矯な振る舞いが多かった。
インドマン役の多田野貴裕はゲーム・テック・ビデオマガジン創設直後から渡辺浩弐の知り合いで、『GTV』（ソニー販売）中期より登場し「カレーを食べるとゲームが上手くなる超人」といった渡辺の設定で登場したキャラである。その縁もあって『GTV』に深く関わり、NHKが取材に来た際はインドマンが主となって対応している。1990年代始めから1997年にかけては、小我恋次郎（おが こいじろう）というペンネームでゲームライターとして『電撃スーパーファミコン』など雑誌への寄稿も行なった。

### 芹澤名人
詳細は「芹澤名人」を参照

### Game Master
本名：ハワード・フィリップス。Nintendo of Americaの倉庫管理業務の一環として輸入されたゲームをいち早く遊んでいたことが当時のNOA社長の目に止まり、テストプレイヤーとして採用。そこからNintendo Entertainment Systemを北米に展開するに当たって販売戦略アドバーザーとなり、ローンチタイトルの決定に影響を与えた。更にはGame Masterとなって、米国における高橋名人のような存在として各地を飛び回り紹介と実演を行うことになる。NOAでゲーム開発に携わった後、ルーカスアーツなどに移籍し、開発、またテストプレイヤーとして様々な企業を渡り歩いた。